# H-ATLAS J142935.3-002836
H-ATLAS J142935.3-002836 (abbreviato H1429-0028) è una galassia distante scoperta mediante il fenomeno della lente gravitazionale per l'interposizione di una galassia spirale che nelle immagini ci appare vista di profilo.
La galassia è stata ampiamente studiata dal Telescopio spaziale Hubble e da vari telescopi sia spaziali che a terra, tra cui il Telescopio spaziale Spitzer e il Keck.
H-ATLAS J142935.3-002836 si trova in direzione della costellazione della Vergine; ha un redshift di z = 1,027 che corrisponde ad una distanza percorsa dalla luce di 7,925 miliardi di anni luce (distanza co-movente di 11,146 miliardi di anni luce), colta ad un'età di 5,795 miliardi di anni dal Big Bang.
La particolarità di questo oggetto è che si tratta in realtà di due galassie colte nel processo di collisione. Nelle immagini si apprezza in primo piano la galassia che funge da lente gravitazionale, vista di taglio, e alle spalle le due galassie interagenti che formano un anello quasi completo (Anello di Einstein) con evidenti segni di imponente attività di formazione stellare.
H-ATLAS J142935.3-002836 ricorda per caratteristiche le Galassie Antenne, due galassie interagenti molto più vicine a noi.